# Poulozero (village)
Poulozero  (en russe : Пулозеро) est un village du raïon de Kola de l'oblast de Mourmansk, en Russie arctique. Il fait partie de l'établissement rural de Pouchnoï, et sa population s'élevait à 7 habitants au recensement de 2010.

## Géographie
Le village de Poulozero  se situe dans l'oblast de Mourmansk, un oblast de la Laponie, en Russie arctique, et il fait partie du district fédéral du Nord-Ouest. Le village fait partie du raïon de Kola, le raïon de l'oblast, avec Kola comme centre administratif. Il fait partie de l'établissement rural de Pouchnoï, une municipalité du raïon.  
Poulozero , comme tout l'oblast de Mourmansk, est située dans le fuseau horaire MSK (heure de Moscou). Le décalage horaire appliqué par rapport au temps universel coordonné est +03:00.

## Démographie
Recensements (*) et estimations de la population,:
| 2002 * | 2010* | - | - |
| ------ | ----- | - | - |
| 13     | 7     | - | - |

Concernant les ethnies, en 2002, sur les 13 habitants, il y avait 69 % de Russes.